# Courbehaye
Courbehaye (Aussprache [ˈkuʁbə.aj]) ist eine französische Gemeinde mit 137 Einwohnern (Stand: 1. Januar 2022) im Département Eure-et-Loir in der Region Centre-Val de Loire. Sie gehört zum Arrondissement Châteaudun und ist Mitglied im Gemeindeverband Communauté de communes Cœur de Beauce.

## Geografie
Durch Courbehaye fließt die Conie.
Nachbargemeinden sind Sancheville im Nordwesten, Éole-en-Beauce mit Baignolet im Norden, Fontenay-sur-Conie im Nordosten, Orgères-en-Beauce im Osten, Guillonville im Südosten, Cormainville im Süden, Nottonville im Südwesten und Villiers-Saint-Orien im Westen.

## Bevölkerungsentwicklung

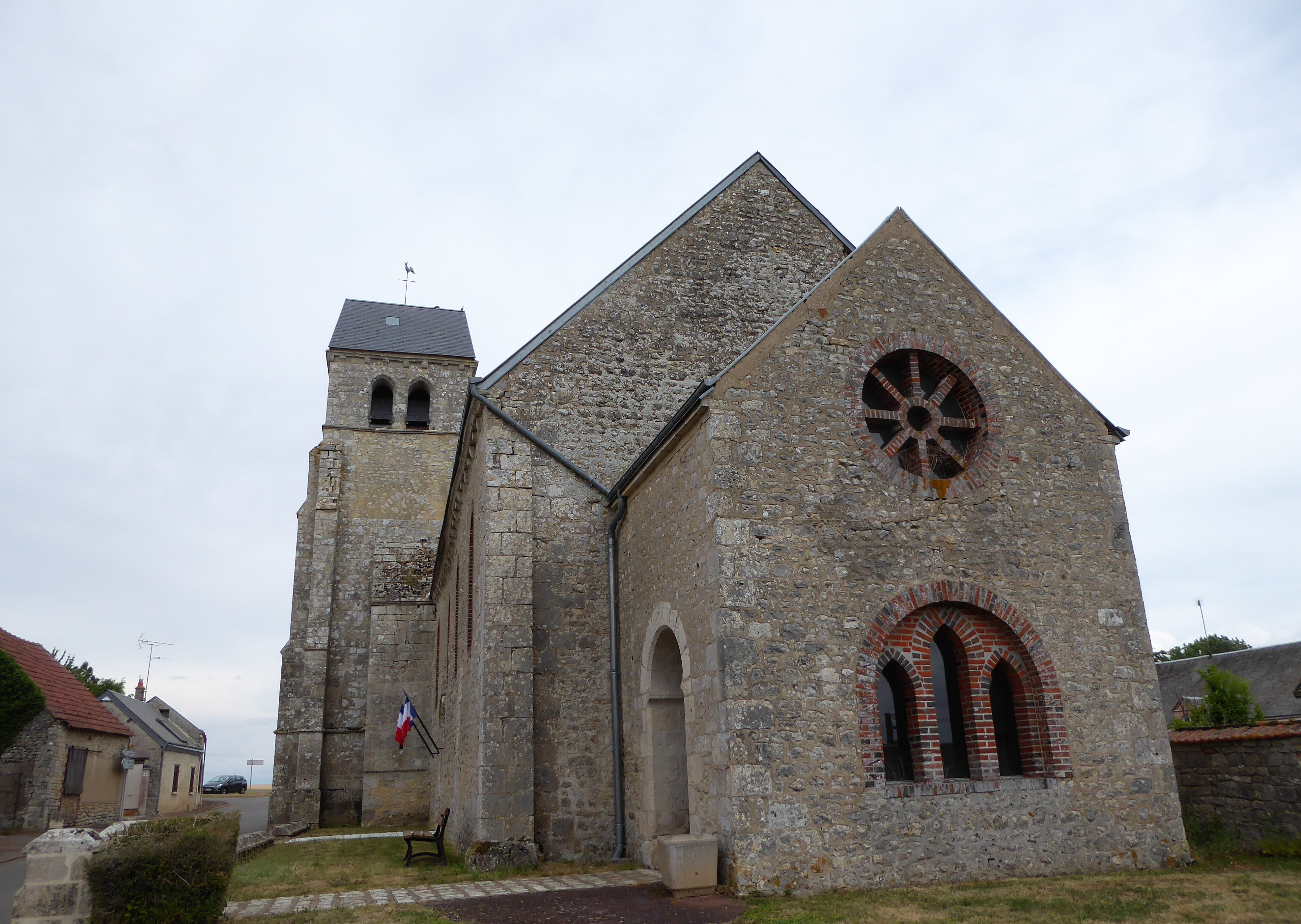
Kirche Saint-Sulpice

| Jahr      | 1962 | 1968 | 1975 | 1982 | 1990 | 1999 | 2008 | 2015 |
| --------- | ---- | ---- | ---- | ---- | ---- | ---- | ---- | ---- |
| Einwohner | 200  | 174  | 161  | 137  | 116  | 129  | 119  | 134  |